# Youssef Shousha
Youssef Abou Shousha (in arabo يوسف شوشة‎?; Alessandria d'Egitto, 9 giugno 1993) è un cestista egiziano.

## Carriera
Con l'Egitto ha disputato i Campionati mondiali del 2014 e quattro edizioni dei Campionati africani (2013, 2015, 2017, 2021).